# LGBT práva na Svatém Vincenci a Grenadinách
Lesby, gayové, bisexuálové a translidé (LGBT) se na Svatém Vincenci a Grenadinách setkávají s právními komplikacemi neznámými pro většinové obyvatelstvo.

## Problematika

### Nezákonnost homosexuality
Homosexualita je na Svatém Vincenci a Grenadinách ilegální. Sekce 148 trestního zákona říká: "Kdo vykoná, ve veřejném prostoru nebo v soukromí, smilstvo s jinou osobou téhož pohlaví, nebo ji k takovému činu svede, bude potrestán odnětím svobody v délce trvání pěti let."
Sekce 146 trestního zákoníku z r. 1990 říká: "Kdo vykoná smilstvo s jinou osobou; smilstvo se zvířetem; nebo svede jinou osobu k vykonání tohoto činu; bude potrestán odnětím svobody v trvání deseti let."

## Souhrnný přehled
| Legální stejnopohlavní styk                                                             | (Trest: Až 10 let vězení) |
| Stejný věk legální způsobilosti k pohlavnímu styku pro obě orientace                    | No                        |
| Anti-diskriminační zákony v zaměstnání                                                  | No                        |
| Anti-diskriminační zákony v přístupu ke zboží a službám                                 | No                        |
| Anti-diskriminační zákony v ostatních oblastech (homofobní urážky, zločiny z nenávisti) | No                        |
| Stejnopohlavní manželství                                                               | No                        |
| Jiná forma stejnopohlavního soužití                                                     | No                        |
| Adopce dítěte partnera                                                                  | No                        |
| Společná adopce dětí stejnopohlavními páry                                              | No                        |
| Gayové a lesby smějí otevřeně sloužit v armádě                                          | Země je bez armády        |
| Možnost změny pohlaví                                                                   | No                        |
| Přístup k umělému oplodnění pro lesbické ženy                                           | No                        |
| Náhradní mateřství pro gay páry                                                         | No                        |
| MSM smějí darovat krev                                                                  | No                        |